# Daiyue
Der Stadtbezirk Daiyue (岱岳区,  Dàiyuè Qū) ist ein Stadtbezirk in der chinesischen Provinz Shandong. Er gehört zum Verwaltungsgebiet der bezirksfreien Stadt Tai’an. Daiyue hat eine Fläche von 1.750 Quadratkilometern und zählt 975.380 Einwohner (Stand: Zensus 2010). Regierungssitz ist das Straßenviertel Zhoudian (粥店街道).

## Administrative Gliederung
Auf Gemeindeebene setzt sich der Stadtbezirk aus zwei Straßenvierteln, vierzehn Großgemeinden und zwei Gemeinden zusammen. 